# Ам-Джерес (департамент)
Ам-Джерес (араб. أم جرس‎, фр. Amdjarass, также Am Djarass, Am-Djarass) — один из трёх департаментов административного региона Восточный Эннеди в республике Чад. Столица департамента расположена в городе Ам-Джерес.

## История
Департамент был образован в ходе реструктуризации некоторых местных и региональных властей Чада от 4 сентября 2012 года, когда регион Эннеди был разделён на Западный и Восточный с перераспределением подчинённых подпрефектур.

## Административное деление
Департамент Ам-Джерес включает в себя 4 подпрефектуры:
- Ам-Джерес;
- Бао-Билиа;
- Каура;
- Мурди-Джуна.

## Префекты
- С 11 июня 2013 года: Иссаха Хасан Джогой[3];
- Лето 2013 года: Адам Идрисс Дори[1][4];
- С 9 августа 2013 года: Нгатолум Бимиен[1].